# Šnjegotina Gornja
Šnjegotina Gornja (szerbül: Шњеготина Горња), település Bosznia-Hercegovinában, a Szerb Köztársaságban, Teslić községben.

## Fekvése
A település Bosznia-Hercegovina középső részének északi szélén, Dobojtól légvonalban 39, közúton 55 km-re nyugatra, községközpontjától légvonalban 21, közúton 31 km-re északnyugatra, 260-560 méteres magasságban található. A településen áthalad a Teslić–Klupe–Šnjegotina–Čelinac–Banjaluka regionális út (részben aszfaltozva). A szeres típusú, hegyvidéki település Šajinovići, Miskići, Lukavac, Bjelobor, Prodići, Letići, Lađevačka rijeka, Anteševići, Živkovići, Košćuk, Batinovo brdo és Brežine falvakból áll, míg a településközpont a Lukavačinki-mezőn fekvő Lukavačinkiben található. Területén számos vízfolyás található, közülük a legnagyobb a Lukavac folyó, mely a Velika Ukrina egyik mellékfolyója. Határának gazdagságát az erdők jelentik: túlsúlyban vannak a bükkösök és tölgyesek, valamint fenyő- és lucfenyőerdők.

## Népessége
| Nemzetiségi csoport | Népesség 1991 | Népesség 2013 |
| ------------------- | ------------- | ------------- |
| Szerb               | 891           | 539           |
| Bosnyák             | 0             | 0             |
| Horvát              | 3             | 3             |
| Jugoszláv           | 7             | 0             |
| Egyéb               | 8             | 3             |
| Összesen            | 909           | 545           |

## Története
Šnjegotináról a 16. század előtt kevés adat áll rendelkezésre. Liplje és Stuplje szerb kolostorai között feküdt, amelyeket a 15. század végén említenek a történelmi források. A 17. század végén az osztrák-török háborúban mindkét kolostor elpusztult. A lipljei kolostortemplomot még a 14. században építették a šnjegotinciek és a lipljaiak. A 16. század elején a török-magyar határharcokban elpusztított terület török uralom alá került. Az új hatalom ösztönözte a vlachok (szerb pásztorok) Hercegovinából történő bevándorlását. Az 1570-es kataszteri összeírás szerint a čecvai, brici és belo-bucjei vlachok mellett a „šnjegotinai vlachok” is  ahhoz a kenézséghez tartoztak, amelynek központja Trepčben, egy Tešanj melletti faluban volt található. A vlachok száma azonban egyre nőtt, így „Šnjegotina” hamarosan külön kenézséggé vált.
A szerb lakosságú település 1878-ig tartozott az Oszmán Birodalomhoz, ekkor a berlini kongresszus határozata alapján az Osztrák-Magyar Monarchia része lett. 1879-ben az első osztrák-magyar népszámlálás során a Tešanji járáshoz és Ranković községhez tartozó Šnjegotina Gornja településnek, 26 háztartása és 306 ortodox szerb lakosa volt. Az osztrák-magyar közigazgatás idején megkezdődött a Šnegotina erdők intenzív kiaknázása. Az 1890-es években a trieszti Morpurgo és Parente cég megépítette a Klupa-Batinovo brdo (Lukavac folyó) gravitációs (görgős) vasutat tölgyfa exportálása céljából. 1913 közepén, amikor az osztrák-magyar hatóságok a Bosanski a. d. (ma Hemijska industrija Destilacija a. d.) a szerződéses erdőterületen fafeldolgozásra Teslićtől idecsatolta a Šnjegotina-Bistrica erdőterületet, a vasutat a Lukavac völgyén keresztül Zelenikáig meghosszabbították. A vasutat 1927-ben elbontották, nyomvonalán 1933-ban út építése kezdődött meg. A monarchia szétesésével 1918-ban előbb a Szerb-Horvát-Szlovén Királyság, majd 1929-től a Jugoszláv Királyság része lett. Az 1929-es törvény értelmében, amikor Bosznia-Hercegovinát négy banovinára, Drinskára, Vrbaskára, Zetskára és Primorskára osztották, a település a Vrbaska banovina része lett, amelynek székhelye Banja Luka volt. 
1927-től 1934-ig Šnjegotina különálló község volt, és az alkotórészeinek lakosságát 1931-ben nem számolták külön. A pénzhiány és a kész bürokrácia befolyásolta a hatóságok döntését, hogy Šnjegotinát 1934-ben Teslić községhez csatolták. Jugoszlávia megszállása után a Független Horvát Állam (NDH) része lett. A második világháború alatt számos šnjegotini ember halt meg a megszállás és az usztasa terror áldozataként, valamint a csetnikek és partizánok közötti harcokban. A háború utáni években Šnjegotinában is vadásztak a kommunista hatóságok a hegyekben megbújó csetnikekre. A második világháború után 1992-ig a település a szocialista Jugoszlávia keretében a Bosznia-Hercegovinai Népköztársaság része volt. 1953-ban Velika, Srednja és Donja Šnjegotina az újonnan megalakult Čelinac község része lett. Ez a változás közlekedési okokból is indokolt volt, mert abban az évben helyezték üzembe a Doboj–Banja Luka vasútvonalat, amely a három említett falut Čelinaccal és Banja Lukával kötötte össze. A Boszniai Szerb Köztársaság fegyveres erőiben szolgált az a 9 helyi katona, akik az 1992-1995-ös háborúban haltak meg, Ők valamennyien Šnjegotina Gornjából származtak. Az elesett harcosoknak a régi iskola épülete előtt állítottak emlékművet. A boszniai háborút lezáró daytoni békeszerződést követő területfelosztásnál a Szerb Köztársaság területéhez került.

## Gazdaság
Šnjegotina lakossága állattenyésztéssel, mezőgazdasággal és erdőgazdálkodással foglalkozik. Itt található a „DTD Šnjegotina Dairy” és a „Balkan” malom, amelyek jelenleg nem üzemelnek.

## Infrastruktúra
Az orvosi renselőt 1965-ben nyitották meg. A Teslić felé tartó buszjáratot 1971-ben vezették be. A villamosítást az 1970-es években hajtották végre. A falu 2002-ben csatlakozott a telefonhálózathoz.

## Oktatás
1950-ig kevés Šnjegotina Gornja-i diák járt Čečava, Liplje, Pribinić és Šnjegotina Srednja iskoláiba. Ebben az évben kezdte meg működését a faluban egy négyosztályos iskola, amely 1970-ben nyolcosztályossá nőtte ki magát. Az iskola ma a pribinići „Stevan Dušanić” Általános Iskola területi iskolája, de 1977-től 1982-ig önálló volt.

## Sport
A „Šnjegotina” labdarúgóklub 2003-ban alakult.

## Nevezetességei
A Boldogságos Szűz Mária Mennybevétele ortodox templom a 21. század első éveiben épült.

## Fordítás
- Ez a szócikk részben vagy egészben  a(z)   Шњеготина Горња című szerb Wikipédia-szócikk ezen változatának fordításán alapul.  Az eredeti cikk szerkesztőit annak laptörténete sorolja fel. Ez a jelzés csupán a megfogalmazás eredetét és a szerzői jogokat jelzi, nem szolgál a cikkben szereplő információk forrásmegjelöléseként.